# Kovarikia
Genre
Kovarikia est un genre de scorpions de la famille des Vaejovidae.

## Distribution
Les espèces de ce genre sont endémiques de Californie aux États-Unis.

## Liste des espèces
Selon The Scorpion Files (22/08/2020) :
- Kovarikia angelena (Gertsch & Soleglad, 1972)
- Kovarikia bogerti (Gertsch & Soleglad, 1972)
- Kovarikia oxy Bryson, Graham & Soleglad, 2018
- Kovarikia savaryi Bryson, Graham & Soleglad, 2018
- Kovarikia williamsi (Gertsch & Soleglad, 1972)

## Étymologie
Ce genre est nommé en l'honneur de František Kovařík.

## Publication originale
- Soleglad, Fet & Graham, 2014 : « Kovarikia, a new scorpion genus from California, USA (Scorpiones: Vaejovidae). » Euscorpius, no 185, p. 1-22 (texte intégral).